# Chusclan (côtes-du-rhône villages)
Pour la commune, voir Chusclan.
Le chusclan, ou côtes-du-rhône-villages Chusclan, est un vin produit autour de Chusclan, dans le département du Gard.
Il s'agit d'une des 21 dénominations géographiques au sein de l'appellation d'origine contrôlée côtes-du-rhône-villages, dans la partie méridionale du vignoble de la vallée du Rhône.

## Histoire

### De l'Antiquité au Moyen Âge
Le peuple gaulois habitant cette région était les Volques Arécomiques.

### Période moderne
Le village dépendait au XVIIe siècle de la Viguerie d'Uzès qui portait le nom de la « Côte du Rhône ».

### Période contemporaine
L'AOC est attribuée aux communes de Chusclan, d'Orsan, de Bagnols-sur-Cèze, de Codolet et de Saint-Étienne-des-Sorts, pour les seuls vins rouges et rosés, conformément aux dispositions du jugement du tribunal civil d'Uzès en date du 6 février 1947 pour les rosés et en 1971, pour les rouges.

## Étymologie
Selon certains chercheurs

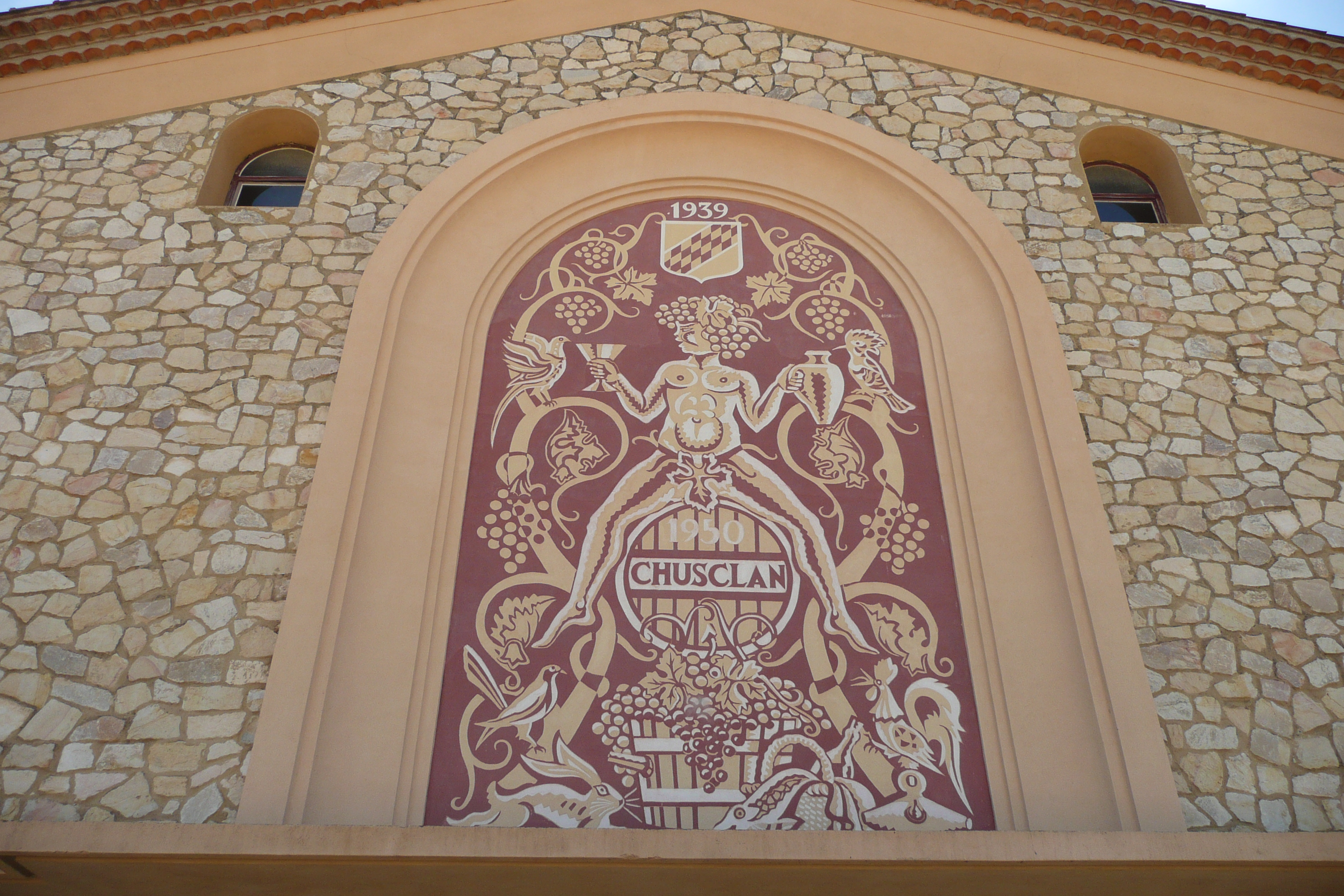
À la gloire des vins de Chusclan

Chusclan viendrait de caousclan = tribu des Caous qui y aurait habité aux temps préhistoriques. D'autres disent que Gaulois et Romains ont laissé trois autres origines : 
- Chausclan = chaumes clan - réunion de chaumières -
- Hensclan = tribu d'un dieu gaulois et
- Chusclanum ou Genesiacum pouvant s'appliquer à un lieu de culte à Jupiter tant à Chusclan qu'à Gicon qualifié aussi de Jucundus (forteresse agréable)
- à moins qu'il ne désigne le propriétaire de la villa gallo-romaine du lieu.

## Situation géographique

### Géologie
Les vignes sont implantées sur des terrasses gréseuses et caillouteuses ainsi que sur quelques bancs sableux.

### Climatologie
La commune, située dans la zone d’influence du climat méditerranéen, est soumise à un rythme à quatre temps : deux saisons sèches, dont une brève en hiver, une très longue et accentuée en été ; deux saisons pluvieuses, en automne, avec des pluies abondantes sinon torrentielles, et au printemps. Les étés sont chauds et secs, liés à la remontée des anticyclones subtropicaux, entrecoupés d’épisodes orageux parfois violents. Les hivers sont doux. Les précipitations sont peu fréquentes et la neige rare.
Le climat de ce terroir est soumis à un rythme à quatre temps : deux saisons sèches (une brève en hiver, une très longue et accentuée en été), deux saisons pluvieuses, en automne (pluies abondantes et brutales) et au printemps. Sa spécificité est son climat méditerranéen qui constitue un atout exceptionnel :
Le mistral assainit le vignoble.
La saisonnalité des pluies est très marquée.
Les températures sont très chaudes pendant l'été.
| Mois                                 | Jan  | Fév   | Mar   | Avr   | Mai   | Jui   | Jui   | Aoû   | Sep   | Oct   | Nov   | Déc   | Année  |
| Températures minimales (°C)          | 1,3  | 2,6   | 4,4   | 7,2   | 10,8  | 14,4  | 17,0  | 16,3  | 13,8  | 9,7   | 4,9   | 1,9   | 8,7    |
| Températures maximales moyennes (°C) | 9,4  | 11,3  | 14,4  | 17,8  | 22,1  | 26,1  | 29,6  | 28,8  | 25,0  | 19,7  | 13,3  | 9,5   | 18,9   |
| Températures moyennes (°C)           | 5,4  | 6,9   | 9,4   | 12,5  | 16,4  | 20,2  | 23,3  | 22,5  | 19,4  | 14,7  | 9,1   | 5,7   | 13,8   |
| Ensoleillement (h)                   | 132  | 137,1 | 192,5 | 230,4 | 264,6 | 298,9 | 345,3 | 310,7 | 237,6 | 187,1 | 135,2 | 123,8 | 2595,3 |
| Pluviométrie (mm)                    | 44,4 | 57,5  | 61,1  | 58,9  | 72,4  | 43,6  | 27,8  | 56,3  | 67,6  | 97,4  | 57,7  | 48,9  | 693,4  |

|                | à Chusclan | Gard rhodanien                      | moyenne nationale |
| -------------- | ---------- | ----------------------------------- | ----------------- |
| Ensoleillement | 2 595 h/an | 2 800 h/an                          | 1 973 h/an        |
| Pluie          | 693 mm/an  | 700 mm/an (sur 80 jours)            | 770 mm/an         |
| Neige          | 4 j/an     |                                     | 14 j/an           |
| Vent           |            | 110 j/an essentiellement du Mistral |                   |
| Orage          | 23 j/an    |                                     | 22 j/an           |
| Brouillard     | 31 j/an    |                                     | 40 j/an           |

| Mois                                                                           | Jan          | Fev          | Mar         | Avr         | Mai         | Jui         | Jui         | Aou         | Sep         | Oct         | Nov         | Dec          |
| ------------------------------------------------------------------------------ | ------------ | ------------ | ----------- | ----------- | ----------- | ----------- | ----------- | ----------- | ----------- | ----------- | ----------- | ------------ |
| Records de températures minimales °C (Année)                                   | -13,4 (1985) | -14,5 (1956) | -9,7 (2005) | -2,9 (1970) | 1,3 (1979)  | 5,7 (1984)  | 9,0 (1953)  | 8,3 (1974)  | 3,1 (1974)  | -1,1 (1973) | -5,4 (1952) | -14,4 (1962) |
| Records de températures maximales °C (Année)                                   | 20,3 (2002)  | 23,0 (1960)  | 27,2 (1990) | 30,7 (2005) | 34,5 (2001) | 38,1 (2003) | 40,7 (1983) | 42,6 (2003) | 35,1 (1966) | 29,6 (1985) | 24,6 (1970) | 20,2 (1983)  |
| Source: (fr) https://www.linternaute.com/ville/ville/climat/25721/orange.shtml |              |              |             |             |             |             |             |             |             |             |             |              |

## Vignoble

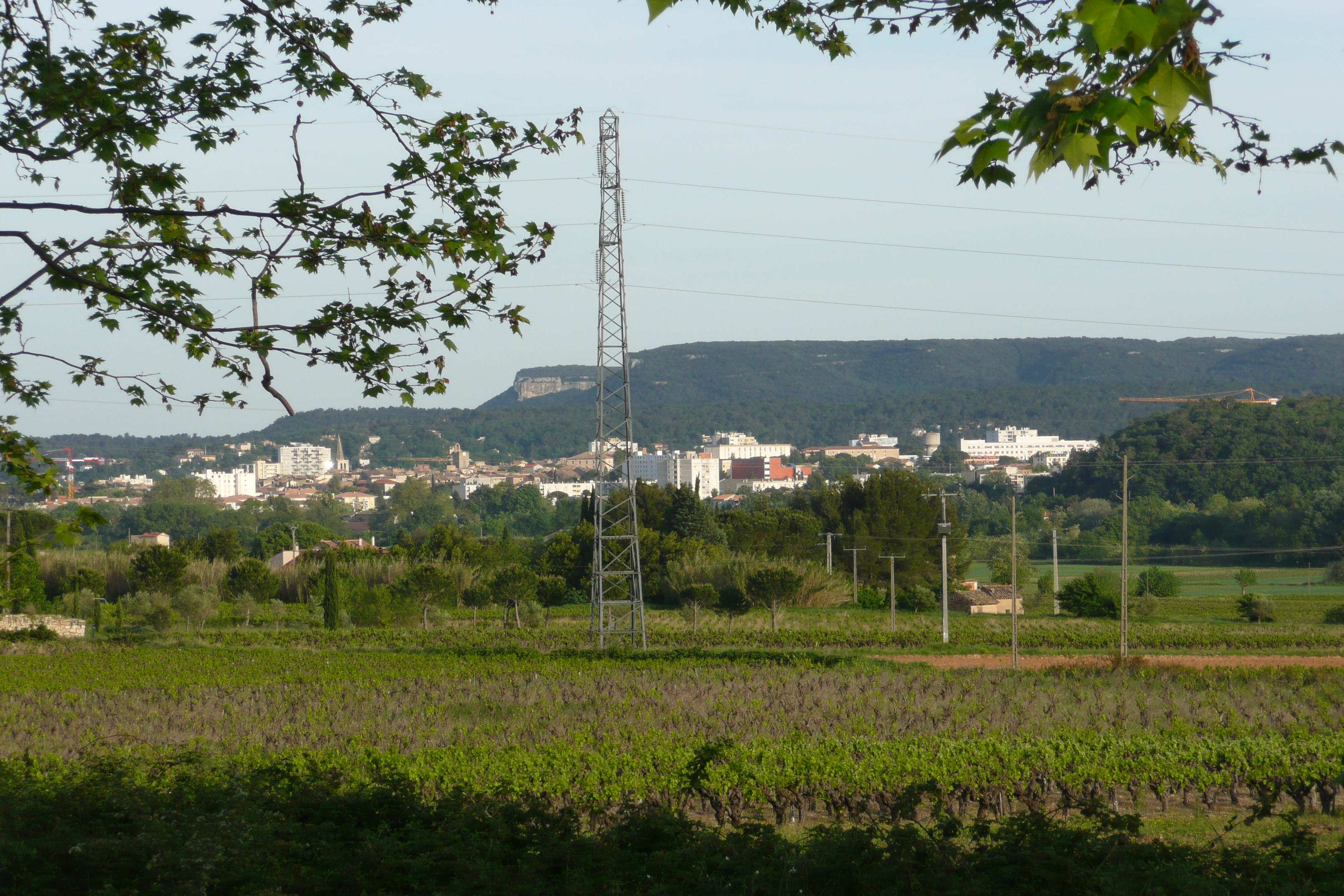
Le vignoble entourant Bagnols-sur-Cèze.

### Présentation
Le vignoble s'étend sur les communes de Chusclan, Orsan, Bagnols-sur-Cèze, Codolet et Saint-Étienne-des-Sorts.

### Encépagement
Les rouges sont principalement fait à partir du grenache N, complété par de la syrah N, du mourvèdre N et accessoirement du brun argenté N (localement dénommé camarèse ou vaccarèse), du carignan N, du cinsaut N, de la counoise N, du muscardin N, du piquepoul noir N et du terret noir N. 
Les blancs sont principalement fait avec du grenache blanc B, de la clairette B, de la marsanne B, de la roussanne B, du bourboulenc B et du viognier B, complétés accessoirement par du piquepoul blanc B et de l'ugni blanc B.

### Méthodes culturales
L'appellation couvre 259 hectares et produit annuellement 9 576 hectolitres avec un rendement moyen de 37 hl/ha.

### Terroir et vins

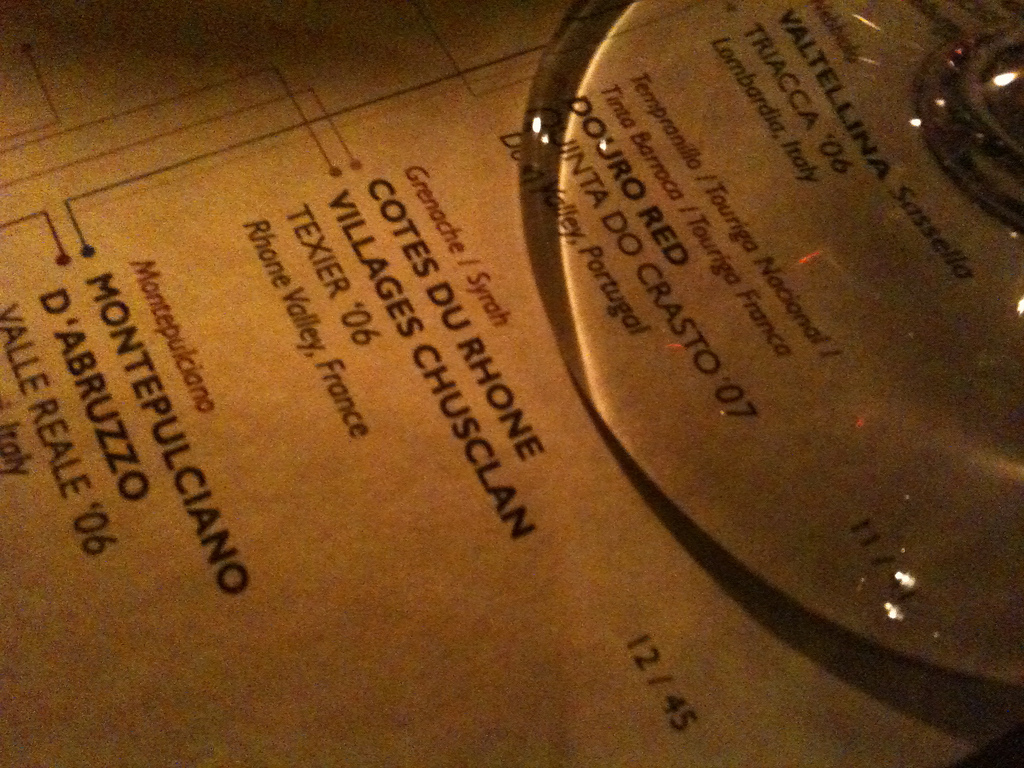
Chusclan sur la carte de la City Winery de New York

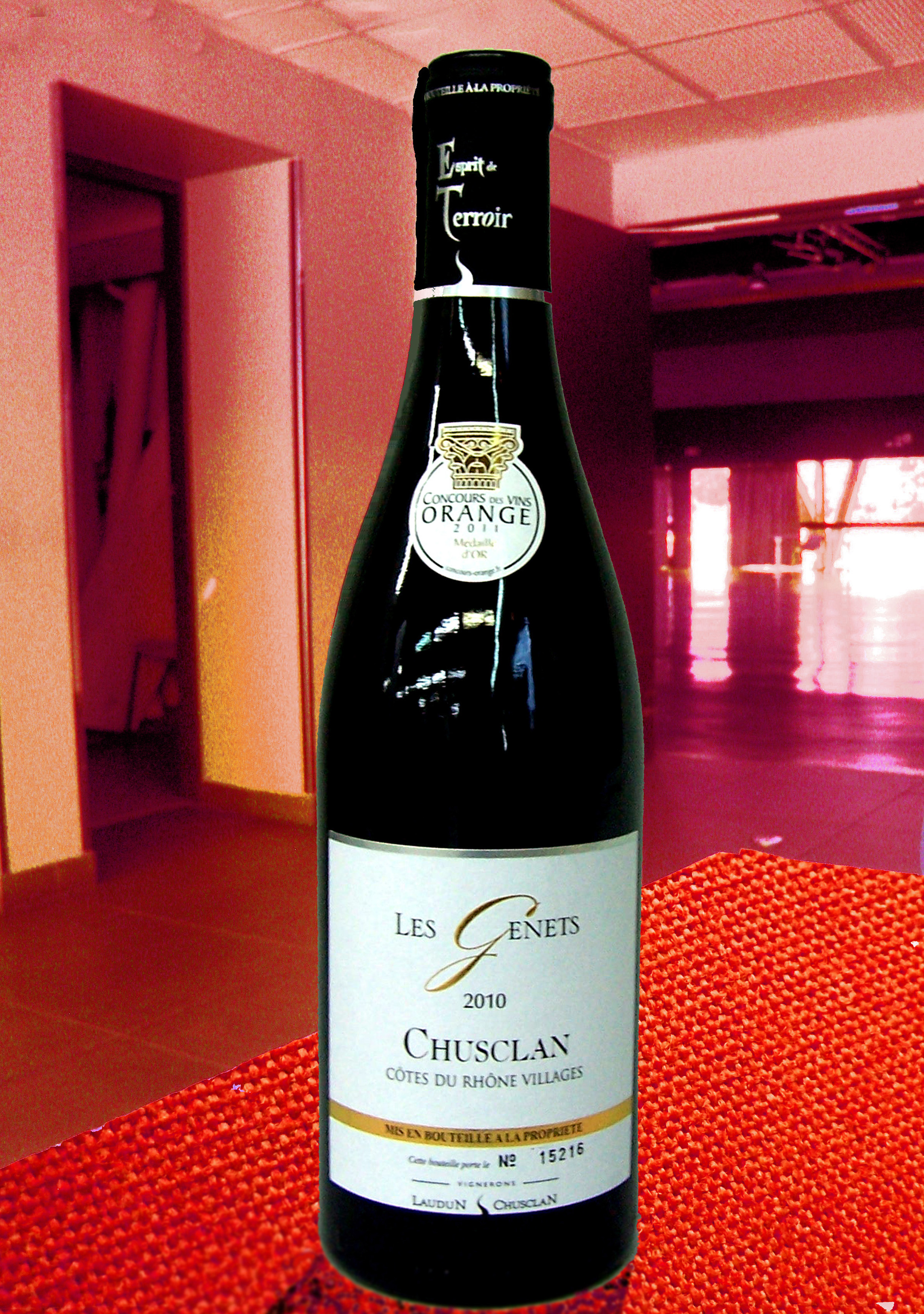
Chusclan rouge, médaille d'or au concours des vins d'Orange

L'histoire de la gastronomie a retenu que le vin de Chusclan fut fort apprécié à la cour de Louis XIV grâce aux « lapins d'Arbousset », une recette concoctée par le maréchal de Grammont.
Les vins rouges colorés, équilibrés, aux notes fruitées sont marqués par des arômes de laurier et d'épices. Vins de semi-garde, ils s'apprécient, généralement, avant leur cinquième année.

### Les millésimes
Ils correspondent à ceux du vignoble de la vallée du Rhône. Ils sont notés : année exceptionnelle , grande année , bonne année ***, année moyenne **, année médiocre *.
| Caractéristiques | Article de qualité | ***                | ***                | Bon article        | Article de qualité | Bon article        | Bon article        | ***                | Bon article | Bon article        |
| Millésimes 1990 | 1999               | 1998               | 1997               | 1996               | 1995               | 1994               | 1993               | 1992               | 1991        | 1990               |
| Caractéristiques | ***                | ***                | **                 | ***                | Bon article        | **                 | **                 | **                 | ***         | Article de qualité |
| Millésimes 1980 | 1989               | 1988               | 1987               | 1986               | 1985               | 1984               | 1983               | 1982               | 1981        | 1980               |
| Caractéristiques | Article de qualité | Article de qualité | Bon article        | ***                | Article de qualité | **                 | Bon article        | ***                | Bon article | Article de qualité |
| Millésimes 1970 | 1979               | 1978               | 1977               | 1976               | 1975               | 1974               | 1973               | 19722              | 1971        | 1970               |
| Caractéristiques | Bon article        | Article de qualité | Bon article        | **                 | ***                | Bon article        | ***                | **                 | **          | Article de qualité |
| Millésimes 1960 | 1969               | 1968               | 1967               | 1966               | 1965               | 1964               | 1963               | 1962               | 1961        | 1960               |
| Caractéristiques | **                 | *                  | Article de qualité | Article de qualité | ***                | ***                | **                 | **                 | ***         | Article de qualité |
| Millésimes 1950 | 1959               | 1958               | 1957               | 1956               | 1955               | 1954               | 1953               | 1952               | 1951        | 1950               |
| Caractéristiques | Bon article        | Bon article        | Article de qualité | Bon article        | Bon article        | ***                | Bon article        | Article de qualité | **          | Article de qualité |
| Millésimes 1940 | 1949               | 1948               | 1947               | 1946               | 1945               | 1944               | 1943               | 1942               | 1941        | 1940               |
| Caractéristiques | Article de qualité | Article de qualité | Article de qualité | Bon article        | Article de qualité | **                 | Article de qualité | Bon article        | **          | **                 |
| Millésimes 1930 | 1939               | 1938               | 1937               | 1936               | 1935               | 1934               | 1933               | 1932               | 1931        | 1930               |
| Caractéristiques | *                  | Bon article        | Bon article        | ***                | **                 | Article de qualité | Article de qualité | **                 | **          | **                 |
| Millésimes 1920 | 1929               | 1928               | 1927               | 1926               | 1925               | 1924               | 1923               | 1922               | 1921        | 1920               |
| Caractéristiques | Article de qualité | Article de qualité | **                 | Bon article        | **                 | Bon article        | Bon article        | **                 | Bon article | Bon article        |
| Sources : Yves Renouil (sous la direction), Dictionnaire du vin, Éd. Féret et fils, Bordeaux, 1962 ; Alexis Lichine, Encyclopédie des vins et alcools de tous les pays, Éd. Robert Laffont-Bouquins, Paris, 1984, Les millésimes de la vallée du Rhône & Les grands millésimes de la vallée du Rhône |                    |                    |                    |                    |                    |                    |                    |                    |             |                    |

Soit sur 90 ans, 24 années exceptionnelles, 26 grandes années, 16 bonnes années, 22 années moyennes et 2 années médiocres.

### Structure des exploitations

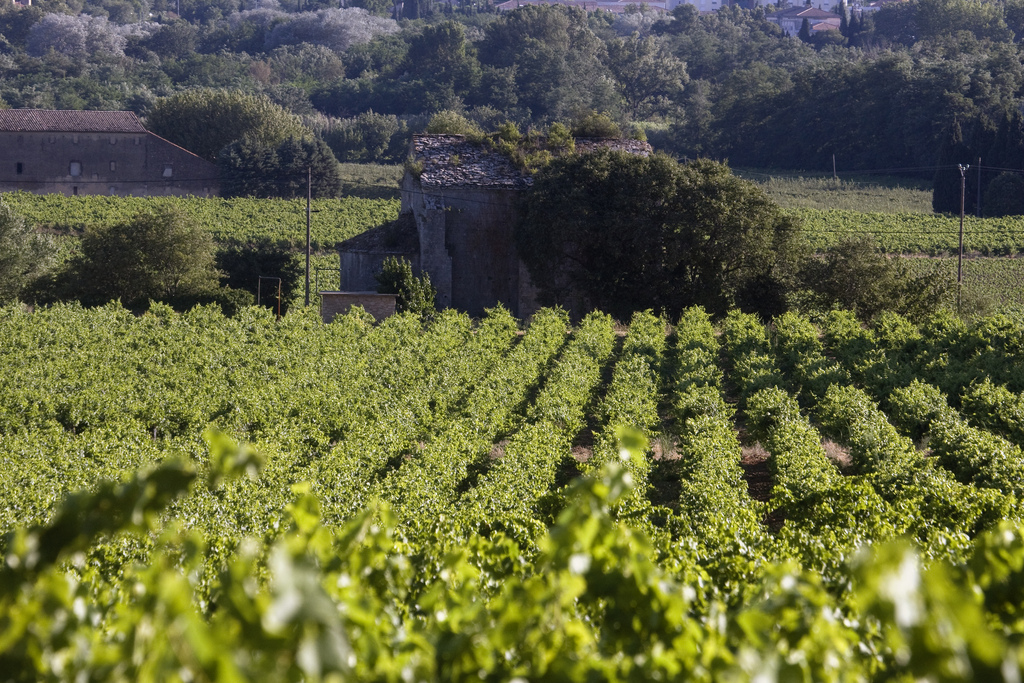
Parcellaires de vignes près de Bagnols-sur-Cèze

### Type de vins et gastronomie
Les vins rouges colorés, équilibrés, aux notes fruitées sont marqués par des arômes de laurier et d'épices. Vins de semi-garde, ils s'apprécient, généralement, avant leur cinquième année.

## Les principaux producteurs de l'appellation
La cave viticole des Vignerons de Chusclan font partie des producteurs du village de Chusclan

## La place de Chusclan parmi les côtes-du-rhône villages
| Dénominations              | Surface et production | Surface et production | Communes ayant droit à une des dénominations géographiques                            |
| Dénominations              | hectares              | hectolitres           | Communes ayant droit à une des dénominations géographiques                            |
| -------------------------- | --------------------- | --------------------- | ------------------------------------------------------------------------------------- |
| Cairanne                   | 760                   | 24 540                | Cairanne                                                                              |
| Chusclan                   | 259                   | 9 576                 | Chusclan, Orsan, Bagnols-sur-Cèze, Codolet, Saint-Étienne-des-Sorts                   |
| Laudun                     | 298                   | 11 315                | Laudun, Saint-Victor-la-Coste, Tresques                                               |
| Massif-d'uchaux            | 178                   | 5 830                 | Lagarde-Paréol, Mondragon, Piolenc, Uchaux et une partie de Sérignan-du-Comtat        |
| Plan-de-dieu               | 367                   | 2 851                 | Camaret-sur-Aigues, Jonquières, Travaillan, Violès                                    |
| Puyméras                   | 81                    | 3 243                 | Mérindol-les-Oliviers, Mollans-sur-Ouvèze, Faucon, Saint-Romain-en-Viennois, Puyméras |
| Roaix                      | 96                    | 3 176                 | Roaix                                                                                 |
| Rochegude                  | 135                   | 4 462                 | Rochegude                                                                             |
| Rousset-les-vignes         | 52                    | 2 041                 | Rousset-les-Vignes                                                                    |
| Sablet                     | 230                   | 8 163                 | Sablet                                                                                |
| Saint-gervais              | 137                   | 5 019                 | Saint-Gervais                                                                         |
| Saint-maurice-sur-eygues   | 136                   | 4 982                 | Saint-Maurice-sur-Eygues                                                              |
| Saint-pantaléon-les-vignes | 61                    | 2 037                 | Saint-Pantaléon-les-Vignes                                                            |
| Séguret                    | 268                   | 9 176                 | Séguret                                                                               |
| Signargues                 | 600                   | 18 000                | Domazan, Estézargues, Rochefort-du-Gard, Saze                                         |
| Valréas                    | 479                   | 16 883                | Valréas                                                                               |
| Visan                      | 419                   | 14 510                | Visan                                                                                 |